# Thawatchai Damrong-Ongtrakul
Thawatchai Damrong-Ongtrakul (en tailandés: ธวัชชัย ดำรงค์อ่องตระกูล; rtgs: Thawatchai Damrong-ongtrakun; provincia de Krabi, Tailandia, 25 de junio de 1974) es un exfutbolista y entrenador de fútbol de Tailandia que jugaba en las posiciones de entremo y centrocampista.

## Carrera

### Club
| Periodo   | Club                    | Apariciones | Goles |
| --------- | ----------------------- | ----------- | ----- |
| 1993–1999 | Osotsapa FC             | 217         | 59    |
| 1999–2001 | Sembawang Rangers       | 23          | 6     |
| 2002      | Tanjong Pagar United FC | 19          | 2     |
| 2003–2005 | Osotspa FC              | 27          | 1     |
| 2006      | Đồng Nai FC             | 11          | 0     |
| 2007      | Osotsapa FC             | 8           | 0     |
| 2008      | Police United FC        | 1           | 0     |
| 2009      | Krabi FC                | 3           | 0     |

### Selección nacional
Jugó para Tailandia en 73 ocasiones de 1993 a 2004 y anotó 10 goles; participó en la Copa Asiática 2000 y en dos ediciones de los Juegos Asiáticos.

### Entrenador
| Periodo   | Club                    |
| --------- | ----------------------- |
| 2009      | Chiangrai United FC     |
| 2010      | Pattaya United FC       |
| 2011–2014 | Police United FC        |
| 2014      | Bangkok United FC       |
| 2014      | Police United FC        |
| 2015      | Chainat Hornbill FC     |
| 2016      | Nakhon Pathom United FC |
| 2017–2021 | PT Prachuap FC          |
| 2021–2022 | Nongbua Pitchaya FC     |
| 2023      | PT Prachuap FC          |
| 2024      | Police Tero FC          |

## Logros

### Jugador
Osotspa
- Queen's Cup: 2003, 2004

### Entrenador
PT Prachuap
- Thai League Cup: 2019

Individual
- Entrenador del mes de la Thai League 1: Mayo 2018

## Estadísticas

### Goles con selección nacional
| #   | Fecha      | Sede                        | Rival           | Resultado | Torneo                                               |
| --- | ---------- | --------------------------- | --------------- | --------- | ---------------------------------------------------- |
| 1.  | 7-10-1994  | Hiroshima, Japón            | Uzbekistán      | 4-5       | 1994 Asian Games                                     |
| 2.  | 16-2-1996  | Bangkok, Tailandia          | Finlandia       | 5-2       | 1996 King's Cup                                      |
| 3.  | 29-6-1996  | Bangkok, Tailandia          | Birmania        | 5-1       | Clasificación para la Copa Asiática 1996             |
| 4.  | 4-12-1998  | Bangkok, Tailandia          | Omán            | 2-0       | Juegos Asiáticos de 1998                             |
| 5.  | 14-12-1998 | Bangkok, Tailandia          | Corea del Sur   | 2-1       | Juegos Asiáticos de 1998                             |
| 6.  | 12-8-1999  | Bandar Seri Begawan, Brunei | Singapur        | 2-0       | 1999 Southeast Asian Games                           |
| 7.  | 14-8-1999  | Bandar Seri Begawan, Brunei | Vietnam         | 2-0       | Juegos del Sudeste Asiático de 1999                  |
| 8.  | 4-4-2000   | Bangkok, Tailandia          | Corea del Norte | 5-3       | Clasificación para la Copa Asiática 2000             |
| 9.  | 6-4-2000   | Bangkok, Tailandia          | China Taipéi    | 1-0       | Clasificación para la Copa Asiática 2000             |
| 10. | 13-5-2001  | Bangkok, Tailandia          | Sri Lanka       | 4-2       | Clasificación para la Copa Mundial de Fútbol de 2002 |